# Battlefield 4
Battlefield 4 és un videojoc d'acció en primera persona (first-person-shooter, FPS) de la saga Battlefield. Va sortir al mercat oficialment el 31 d'octubre del 2013. El va desenvolupar la companyia Dice i el va distribuir Electronic Arts. Aquest videojoc es pot jugar en PC, Playstation 4, Playstation 3, XBOX 360 i Xbox One. La prestigiosa empresa PEGI el va catalogar per a majors de divuit anys a causa del contingut bèl·lic i el llenguatge groller. El videojoc consta de dos modes de joc: la campanya i el multijugador.

## Campanya
Consisteix a jugar contra la consola. L'argument de la campanya és el següent: a la Xina hi ha una revolució encapçalada per un polític progressista i demòcrata que es diu Míster J. Aparentment mor i el dictador xinès que ocupa el poder, Chang, culpa els Estats Units. En realitat, però, Míster J. és viu. Chang ataca els Estats Units i convenç els ciutadans xinesos perquè s'uneixin a ell. El jugador és el sergent Recker de la patrulla estatunidenca Tombstone 4, de la qual formen part també els personatges anomenats Irish, Pac i Hannah.

## Multijugador: Modes de joc
El multijugador consisteix a jugar en línia amb altres jugadors d'arreu del món. Dins del mode multijugador hi ha diferents modes de joc:
- Conquesta. És un mode de joc on s'han de capturar diverses banderes que estan repartides per tot el mapa. Quan un equip té una bandera capturada fa perdre tickets a l'equip contrari. Fer perdre tickets a l'altre equip també es pot aconseguir matant a jugadors rivals. La partida la guanya l'equip que, quan s'acaba el temps, té més tickets. La diferència entre el mode de conquesta i de dominació és que en el mode conquesta hi ha 32 jugadors i hi ha vehicles aeris, aquàtics i terrestres.
- Dominació. És un mode on s'han de capturar diverses banderes ubicades en diferents punts del mapa, és una versió més reduïda del mode conquesta, està feta perquè hi hagi un màxim de 24 jugadors en la PS4.
- Erradicació. Aquest mode de joc consisteix en el fet que cada equip ha de transportar fins a tres bombes a un cert punt del mapa i activar-les. Quan un dels dos equips aconsegueix fer detonar les tres bombes guanya. Si no es detonen les tres bombes, el guanyador és l'equip que n'ha detonat més abans que s'acabi el temps. Aquest mode de joc el poden jugar fins a 24 jugadors.
- Desactivació. És un mode de joc que consisteix en dues patrulles de 5 jugadors cadascuna, i per guanyar la partida s'ha d'eliminar la patrulla sencera, ja que cada jugador només té una vida. Una altra manera de guanyar és desactivant una bomba.
- TCT: per equips. És un mode de joc on hi participen dos equips de 10 jugadors cadascun, que s'enfronten en un camp de batalla; sense vehicles. Per guanyar la partida en aquest mode de joc s'ha de fer perdre a l'altre equip 100 tickets.
- TCT: Patrulla. És el mateix mode de joc que el de TCT per equips però la diferència és que en comptes de matar l'equip contrari s'ha de matar la resta de patrulles. Guanya la patrulla amb més tickets quan s'acaba el temps.
- Assalt. És un mode de joc que consisteix en el fet que un dels equips ha de fer detonar dues bombes que hi ha en el mapa i l'altre ha de defensar aquests punts fins que s'esgoti el temps. En aquest mode de joc poden jugar un màxim de 24 jugadors.

## Mapes
Hi ha 10 mapes:
1. Siege of Shangai (Asedi de Shangai).
2. Paracel storm (Tifó en paracel).
3. Operation Locker (Operació Locker).
4. Flood zone (Zona inundada).
5. Golmud railway (Tren de Golmud).
6. Dawnbraker (L'alba).
7. Hainan resort (Resort de Hainan).
8. Lancang dam (Presa de Lancang).
9. Rogue transmission (Transmissió rebel).
10. Zavod 311.

## Classes
- Classe d'assalt: aquesta classe es caracteritza pel fet que és l'encarregada de reanimar i/o curar membres de l'equip mitjançant kits de medicina o desfibril·ladors. Aquesta classe es caracteritza pel fet que és l'única que pot fer servir rifles d'assalt. Equipament inicial:
  - Arma principal: AK-12
  - Arma de mà: P226
  - Granada: M67 FRAG
  - Giny 1: lot de primers auxilis
  - Giny 2: M320 HE
  - Ganivet: baioneta
- Classe d'enginyer: aquesta classe està preparada per enfrontar-se a vehicles terrestres, aquàtics i aeris i també per reparar vehicles del seu equip. Es caracteritza per l'ús d'armes de defensa personal. Equipament inicial:
  - Arma principal: MX4
  - Arma de mà: P226
  - Granada: M67 FRAG
  - Giny 1: eina de repatació
  - Artefacte 2: MBT LAW
  - Ganivet: baioneta
- Classe de suport: aquesta classe, com diu el seu nom, es dedica a donar suport a l'equip des de punts estratègics. Es caracteritza per l'ús de metralladores lleugeres i de lots de munició d'ús personal i col·lectiu. Equipament inicial:
  - Arma principal: U-100 MK5
  - Arma de mà: P226
  - Granada: M67 FRAG
  - Giny 1: lot de munición
  - Giny 2: XM25 AIRBURST
  - Ganivet: baioneta
- Classe de reconeixement: aquesta classe està preparada per al combat de llarga distància, ja que disposen de franctiradors. Es caracteritza per l'ús del C-4, fet que els fa letals. Equipament inicial:
  - Arma principal: CS-LR4
  - Arma de mà: P226
  - Granada: M67 FRAG
  - Giny 1: PLO
  - Giny 2: explosiu C4
  - Ganivet: baioneta

| Tipus d'arma              | Armes |
| ------------------------- | --- |
| Rifles d'assalt           | AK-12; SCAR-H;M416; SAR-21; AEK-971; FAMAS; AUG A3; M16A4; CZ-805; QBZ-95-1; ACE 23; L85A2; F2000; AR-160; BULLDOG.          |
| Armes de defensa personal | MX4; PP2000; UMP-45; CBJ-MS; PDW-R; CZ-3A1; JS2; P90; UMP-9; MP7; AS-VAL; SR-2; MPX.                                         |
| Metralladores lleugeres   | U-100 MK5; Type 88 LMG; LSAT; PKP PECHENEG; QBB-95-1; M240B; MG4; M249; RPK-12; M60 E-4; AWS.                                |
| Franctiradors             | CS-LR4; M40A5; SCOUT ELITE; SV-98; JNG-90; 338-RECON; M98B; SRR-61; FY-JS; L96A1; GOL MAGNUM; SR-338; CS-5.                  |
| Carabines                 | AK-5C; ACW-R; SG553; AKU-12; A-91; ACE 52 CQB; G36C; TYPE-95B-1; MTAR-21.                                                    |
| Rifles TD                 | RFB; MK11 MOD; SKS; SVD-12; QBU-88; M39 EMR; ACE 53 SV; SCAR-H SV.                                                           |
| Escopetes                 | QBS-09; 870MCS; M1014; HAWK 12G; SAIGA 12K; SPAS-12; UTS-15; DBV-12; DAO-12.                                                 |
| Armes de mà               | P226; M9; QSZ-92; MP43; SHORTY 12G; G18; FN75; M1911; 93R; CZ-75; .44 Magnum; COMPACT 45; M412 REX; SW40; UNICA 6; DEAGLE 44 |

## DLC
Un DLC és una expansió del videojoc que ofereix un pack de mapes, d'armes, vehicles i eines addicionals pagant una quantitat determinada de diners. Al Battlefield 4 de moment hi ha aquests DLC:
- China rising. Aquest DLC conté els mapes següents: Altai Range, Dragon Pass, Guilin Peaks i Silk Roa. També conté aquest pack d'armes: L85A2, L96A1, MP7, MTAR-21 i RPK-74M.
- Second Assault. Aquest DLC conté els mapes següents: Caspian Border, Gulf of Oman, Operation Firestorm i Operation Metro. També conté aquest pack d'armes: F2000, AS Val, M60E4, DAO-12 i GOL Magnum.
- Naval Strike. Aquest DLC conté els mapes següents: Lost Islands, Nansha Strike, Wave Breaker i Operation Mortar. També conté aquest pack d'armes: AR-160, SR-2, AWS, SR338 i SW40.
- Final Stand. Aquest DLC conté els mapes següents: Giants of Karelia, Hammerhead, Hangar 21 i Operation Whiteout. També conté aquesta arma: Rorsch X1 Railgun. Dinàmica del joc: aquest joc consisteix en el fet que com més enemics es matin més armes i eines es desbloquejaran i aquestes seran cada vegada més bones de manera que serà més fàcil eliminar enemics.
- Dragon's Teeth.